# Православ'я у Великому князівстві Литовському

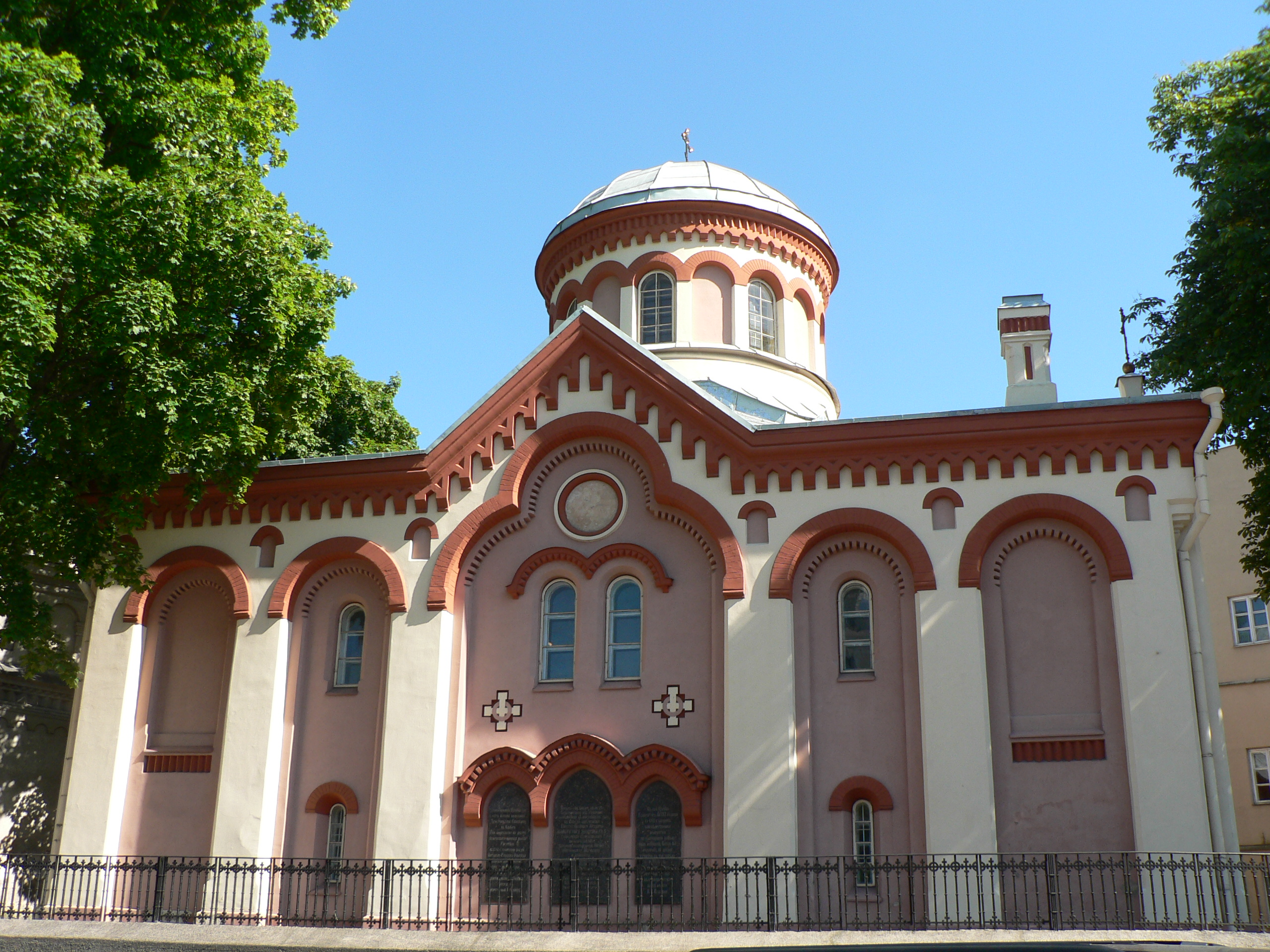
Церква св. Параскеви П'ятниці — сучасний вигляд храму, заснованого у Вільні близько 1345 року за великої княгині Марії Ярославни

Православ'я (християнство візантійського обряду) було найбільш ранньою з конфесій, яка поширилася на значній частині території майбутнього Великого князівства Литовського ще за часів Київської Русі. Управління православною церквою у Великому князівстві в різний час здійснювалося в рамках декількох митрополій: Литовської (називалася також «митрополія Литовська і Малої Русі», «Київська, Литовська і всієї Русі»), Галицької, Київськоїй («Київська і всієї Русі»), а від 1458 року — «Київської, Галицької і всієї Русі».

## Історія

### Церковна організація в регіоні до заснування Литовської митрополії
В кінці X — початку XI століття на території полоцьких і турово-пінських земель засновано Полоцьку і Турівську єпископії Київської митрополії Константинопольського патріархату.
За археологічними даними, християнство східного обряду в XII столітті було поширене в басейнах Двіни, Прип'яті і більшої частини басейну Німану, включно з басейном Вілії.
Від середини XIII століття місцеві князі періодично вступали в союзи з правителями Північно-Східної та Південно-Західної Русі: дочка Брячислава Полоцького Параскева була дружиною Олександра Ярославича, а племінниця Міндовга — дружиною Данила Галицького; князем Новогрудка в другій половині 1250-х років був Роман Данилович. Православними були великий князь литовський Войшелк, який заснував Лавришівський монастир, а також його брат і наступник Шварно Данилович.
Монгольська навала на Русь (1237—1240) стала рубіжною подією в історії православної церкви регіону. Розорення Києва 1240 року призвело до остаточного падіння його авторитету як центру руських земель, а також до необхідності пристосування людей, влади і церкви до нових умов. Серед можливих варіантів розвитку в роздробленій на більше десятка князівств Русі простежувалися два основних. Перший міг реалізовуватися у вигляді співпраці з католицькими країнами, відповідну зовнішньополітичну лінію спробували розвинути галицько-волинські князі. Іншим напрямком була співпраця з монгольськими правителями, які не були серйозною загрозою для позицій православної церкви, що домінувала в регіоні. Обраний на соборі єпископів 1242 року митрополит Кирило обрав шлях співпраці з Ордою: 1252 року йому вдалося отримати від золотоординського правителя Батия ярлик, який гарантує недоторканність православної церкви, а згодом зблизився з ханом Менгу-Тимуром.
У самій же Русі до 1251 року митрополит Кирило спирався на галицько-волинського князя Данила; однак, після активізації ним прозахідної зовнішньої політики, митрополит переорієнтувався на підтримку лояльного до монголо-татар владимирського князя Олександра Невського, після чого перебував переважно в північно-східних окраїнах Русі. Таким чином, київська катедра спорожніла, а митрополит влаштувався у Владимирі-на-Клязьмі. Митрополит Кирило після 1251 року не зміг повернутися на свою катедру з Залісся, а наступний митрополит Максим переселився у Владимир-на-Клязьмі з усім кліром, внаслідок чого київська катедра спорожніла. Константинопольський патріархат, піклуючись про християнське життя у підзвітних йому єпархіях, повинен був ставити на Русь митрополитів, які перебували під захистом галицьких або литовських князів, незалежних від Орди і тевтонських лицарів.
Після монгольської навали Литва виявилася єдиною з земель Київської митрополії, що зберегла незалежність від монголів. Від 1303 року литовські єпархії перебували в канонічному підпорядкуванні митрополиту Ніфонту, катедра якого перебувала в Галичі. Після смерті Ніфонта на його місце поставлено Петра (Ратенського), але митрополит Петро переїхав з Малої Русі в підлеглий Орді Володимир-на-Клязьмі.

## Литовська православна митрополія

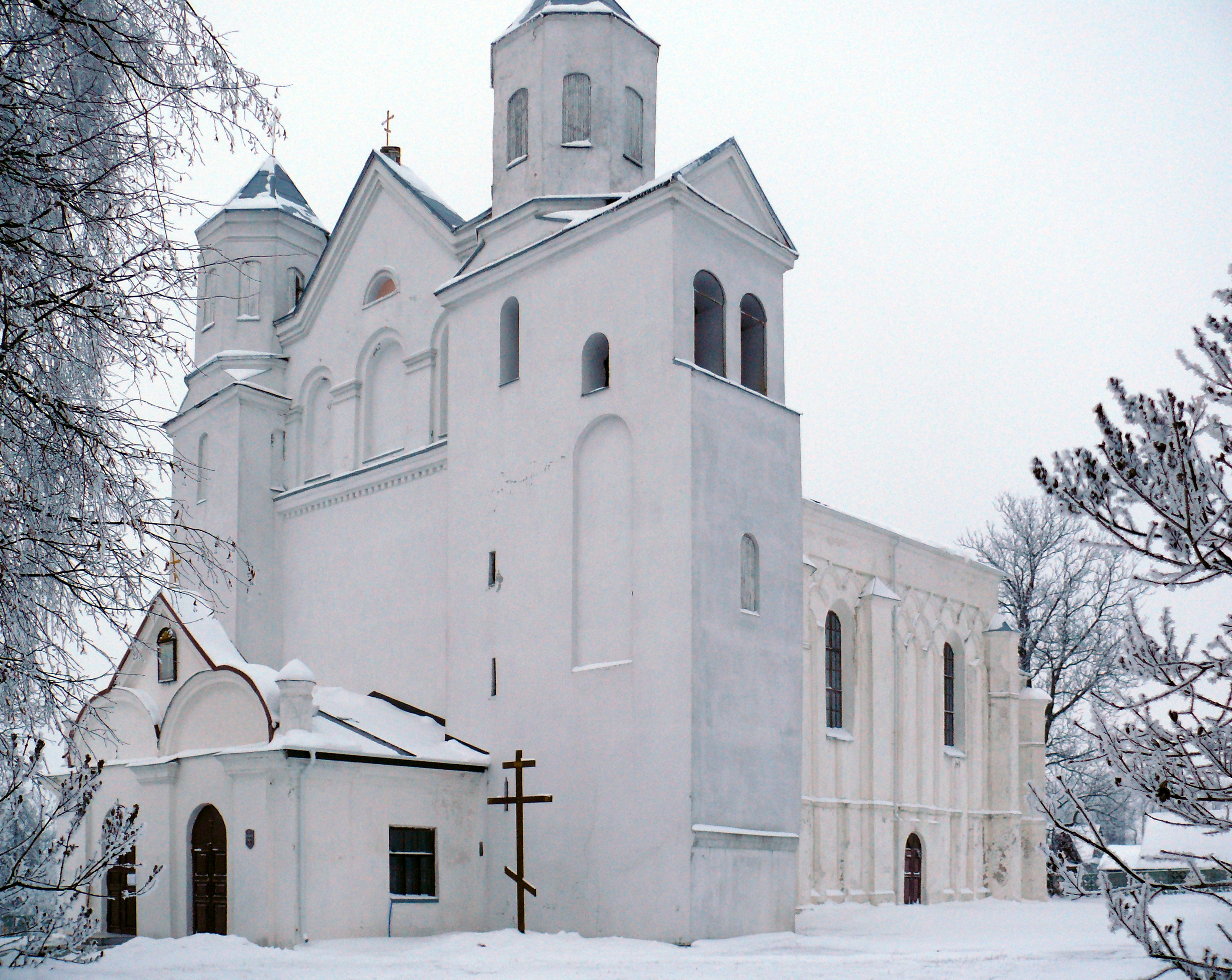
Церква св. Бориса і Гліба в Новогрудку (збудована 1512 року у візантійсько-готичному стилі на місці давньоруського храму, в якому відбувалися собори Литовської митрополії).

На вимогу великого князя литовського Гедиміна, близько 1317 року Констатинопольский патріарх Йоанн Гликіс створив православну митрополію Литви з центром у литовському Новгородку — Малому Новгороді (сучасний Новогрудок), на яку було поставлено митрополита Феофіла  (перший і останній на цій кафедрі). Йому підпорядковувалися єпископи Полоцький і Турівський. Резиденція литовського митрополита (грец. μητροπολίτης Λιτβων) спочатку була в Новогрудку, потім резиденція була влаштована і Вільні. Підвладне Орді Київське князівство з 1320-х років було під впливом Великого князівства Литовського, а з 1362 року у складі ВКЛ.
В низки дослідників існує думка, що Литовську митрополію було створено в 1315—1317 роках, ймовірно на прохання спрямоване Витенем до Константинопольського патріарха, оскільки в актах константинопольського синоду 1317, 1327 і 1329 років є підпис одного з членів синоду — Литовський (грец. ό Λιτβάδων). В акті 1329 року зазначено його ім'я — Феофіл. Примітно, що в кількох списках єпархій Константинопольського престолу, складених за Андроніка II Палеолога, написано, що Литовська митрополія існувала з 6800 (1291/2) року, а в одному списку датою заснування Литовської митрополії зазначено 6808 (1299/1300) рік. У списках з Розписів є уточнення — Литва, діоцез Великої Русі зі столицею в Малому Новгороді. А. Павлов припустив, що датування 1292 роком є, швидше за все, помилкою переписувача, і вірогідною датою заснування Литовської митрополії слід вважати 1300 рік.
За литовського митрополита Феофіла, 1328 року на соборі, в якому брали участь єпископи Марк Перемишльський, Феодосій Луцький, Григорій Холмський і Стефан Турівський, єпископом Володимирським поставили Афанасія, а Галицьким — Теодора.
1329 року на Русь приїхав Феогност, який повинен був налагодити союзні відносини між Константинополем і Сараєм. Феогност, виконуючи умови ординців, не визнав єпископом Ростовським Гавриїла, поставленого в цьому році за участю Феодора Галицького, і відлучив від церкви Олександра Михайловича Тверського і псковичів, які чинили опір ординській владі. Олександр Михайлович виїхав до Литви і, отримавши там підтримку єпископату Литовської митрополії і князя Гедиміна, повернувся до Пскова. 1331 року у Володимирі-Волинському Феогност відмовився хіротонізувати в єпископи Новгорода і Пскова Арсенія (обраного собором єпископів: Феодором Галицьким, Марком Перемишльським, Григорієм Холмським і Афанасієм Володимирським). Феогност поставив у Новгород свого кандидата Василя, але Василь уклав з київським князем Федором угоду про прийняття на службу в Новгороді племінника Федора — Гліба Гедиміновича. Феогност 1331 року вирушив в Орду й Константинополь зі скаргами на російсько-литовських єпископів та князів, але патріарх Ісайя звів галицького єпископа Феодора в ранг митрополита. Литовська катедра залишилася незаміщеною до 1352 року.
На соборах галицько-литовських єпископів 1332 року єпископом Чернігова поставлено Павла, в 1335 році єпископом Брянська поставлено Івана. 1340 року Любарт (Дмитро) Гедимінович став князем Галицьким. Поставлений Феогностом новгородський архієпископ Василь, отримавши з Константинополя 1341 року хрещаті ризи і білий клобук, став незалежним від митрополита. 1346 року галицько-литовські єпископи єпископом Смоленська поставили Євфимія. У свяченні Євфимія брав участь єпископ Білгородський Кирило. В середині 1340-х років Білгородська, Чернігівська, Полоцька, Володимирська, Турово-Пінська, Смоленська, Галицька, Перемишльська, Холмська, Луцька та Брянська єпархії входили в галицьку митрополію. Під управлінням Феогноста перебували Владимиро-Суздальська митрополича область, Ростовська, Рязанська та Сарайская єпархії. За Тверську єпархії і Псковську республіку йшла боротьба між Литвою, Новгородською республікою і Московським князівством. За Перемишльську, Галицьку, Володимирську і Холмську єпархії йшла війна за галицько-волинську спадщину.
У вересні 1347 року, незабаром після перемоги в громадянській війні і воцаріння на імператорському престолі, Іоанн VI Кантакузин, прагнучи опертися на союз з Ордою, назвав авторитетного в Орді митрополита Феогноста митрополитом Київським і всієї Русі, а від супротивників Орди (єпископів Малої Русі і князя Любарта) зажадав підкоритися митрополитові Феогносту. Синод затвердив декрети Кантакузина, та новий патріарх Ісидор викликав галицького митрополита на суд у Константинополь. Православні Малої Русі і Литви не підкорилися вимогам кантакузинської партії, і 1352 року в Константинополі відмовилися поставити в митрополити претендента на литовську катедру Теодорита. Його хіротонізував патріарх Тирновський. Греки вважали поставлення Теодорита неканонічним і обізвали литвинів вогнепоклонниками. Візантійський історик Никифор Григора в 1350-х роках писав, що народ «Русь» поділяється на чотири Русі (Мала Русь, Литва, Новгород і Велика Русь), з яких одна майже непереможна і не платить данини Орді; цієї Руссю він називав Литву Ольгерда. Теодорита визнавав архієпископ Великого Новгорода Мойсей (усунутий з Новгорода близько 1330 року, повернувся на новгородську катедру 1352 року; писав у Константинополь скарги на Феогноста). Теодорит перебував на митрополичій катедрі в Києві до 1354 року. Через відсутність документів невідомий точний титул Теодорита, з якими він був поставлений в Тирнові; І. Меєндорф припускає, що це міг бути титул «Митрополита Київського і всія Русі».
1354 року, через рік після смерті Феогноста, Константинопольський патріархат звів у ранг митрополита бажаного Орді московського учня Феогноста — єпископа Владимирського Олексія. Патріарх Тирновський 1355 року звів на литовську митрополичу катедру Романа, якого Рогожский літописець називав сином тверського боярина, а історики приписали до родичів Уляни — другої дружини Ольгерда. Між Романом і Олексієм виник спір за Київ, і 1356 року вони обидва приїжджали в Константинополь. Патріарх Калліст закріпив за Романом Литву і Малу Русь, але Роман утвердився і в Києві. В руських літописах повідомляється, що митрополит Олексій 1358 року приїжджав у Київ, був заарештований, але зміг утекти до Москви. 1360 року Роман приїздив до Твері. Претензії митрополита Київського і всієї Русі Олексія до митрополита Литовського Романа розбиралися на константинопольському синоді в липні 1361 року, який закріпив за Романом єпископії Литви (Полоцьке, Турівське і Новгородське єпископства) і єпархії Малої Русі. Суперечка Романа з Олексієм за Київ закінчився зі смертю Романа 1362 року. Того ж року литовські князі звільнили від татарської влади райони на південніше київської області та галицьких земель, приєднавши таким чином давню Білгородську (Аккерман) єпархію і частину молдовсько-влаських земель, православне населення яких окормлювали галицькі єпископи, але Константинопольський патріарх, прагнучи зберегти мирні відносини з Ордою, віддав усю Русь під владу митрополита Олексія, який, не відвідуючи південно-західних єпархій, сприяв військовій і політичній експансії Московського князівства в тверські і смоленські землі. Митрополита Олексія близько десяти років підтримував патріарх Філофей.

### За митрополита Кипріана (1375—1406)

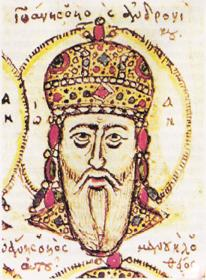
Візантійський імператор Іоанн V Палеолог

Незадовго до смерті (5 листопада 1370 року) польський король Казимир III написав патріарху Філофею послання, в якому просив поставити в митрополити польських володінь галицького єпископа Антонія. У травні 1371 року було видано підписаний патріархом Філофеєм соборне визначення, яким єпископу Антонію доручалась Галицька митрополія з холмською, турівській, перемишльською і владимирською єпархіями. Антоній повинен був поставити єпископів у Холм, Турів, Перемишль і Владимир за сприяння митрополита Угровлахії. Висловлюючи волю православного народу, великий князь Ольгерд писав у Константинополь послання з проханнями про свячення на Литву незалежного від Польщі та Москви митрополита, і 1373 року патріарх Філофей направив у Київську митрополію свого еклезіарха Кипріана, який мав примирити литовських і тверських князів з Олексієм. Кипріану вдалося примирити ворогів. Але влітку 1375 року Олексій благословив війська своєї єпархії в похід на Твер, і 2 грудня 1375 року патріарх Філофей висвятив Кипріана в митрополита Київського, Руського і Литовського, а патріарший собор постановив, що після смерті митрополита Олексія Кипріан повинен бути «одним митрополитом всієї Русі». За це імператора Іоанна V Палеолога і патріарха Філофея в Москві назвали «литвинами». 9 червня 1376 року Кипріан прибув у Київ, керований литовським князем Володимиром Ольгердовичем. У 1376—1377 роках і від літа 1380 року Кипріан займався церковними і церковно-господарськими питаннями в Литві, у якій після смерті Ольгерда виник конфлікт між старшими (від Марії) і молодшими (від Уляни) Ольгердовичами. В канцелярії митрополита Кипріана було складено список «всім градам руським дальним і ближнім», в якому перераховані міста православних єпархій (крім власне литовських, багато міст від Дунаю на півдні, Перемишля і Бринеска на заході до Ладоги й Білого озера на півночі). Після смерті Олексія 1378 Кипріан спробував приступити до виконання своїх прав і обов'язків у Московському князівстві, але був схоплений слугами Дмитра Івановича, провів ніч в ув'язненні, а потім був висланий з Москви. За це Дмитра і його люди було відлучено від церкви і проклято за чином псалмокатари спеціальним посланням Кипріана. 1380 року Кипріан благословив православних великого князівства Литовського на участь у Куликовській битві разом з Дмитром Івановичем.
Влітку 1387 року Кипріан переконав Вітовта очолити опір польсько-латинської експансії в Литві і заклав основу майбутнього союзу великих князівств Литовського і Московського: він заручив дочку Вітовта Софію з московським княжичем Василем. Після лютневого константинопольського собору 1389 року за патріарха Антонія північно-східні руські єпархії підкорилися митрополиту Кипріану. У 1396—1397 роках він вів переговори про союз православної і римо-католицької церков у боротьбі з агресією мусульман. Після 1394 року церковна влада митрополита всієї Русі поширилася на Галичину і Молдо-Влахію.

### Період 1406—1441
1409 року до Києва з Константинополя прибув новий митрополит Київський і всієї Русі Фотій. У першій половині 1410-х років Фотія було звинувачено в тяжкому гріху, за яким ієрарх гідний вилучення з Церкви і прокляття. Литовсько-київські єпископи написали Фотію послання, в якому обґрунтували свою відмову від підпорядкування неканонічному ієрархові. Великий князь Вітовт вигнав Фотія з Києва і звернувся до імператора Мануїла з проханням дати Литовської Русі гідного митрополита. Імператор не задовольнив прохання Вітовта. Не отримавши задоволення свого прохання, великий князь Вітовт зібрав литовсько-руських князів, бояр, вельмож, архімандритів, ігуменів, ченців і попів на собор. 15 листопада 1415 року в Новогородку Литовському архієпископ Полоцький Феодосій і єпископи Ісаакій Чернігівський, Діонісій Луцький, Герасим Владимирський, Галасій Перемишльський, Савастьян Смоленський, Харитон Холмський і Євтимій Турівський підписали соборну грамоту про обрання молдо-влахійського єпископа Григорія і висвятити його на митрополита Київського і всієї Русі за правилами святих Апостолів та за визнаними Вселенською православною церквою прикладами, що були колись на Русі, в Болгарії і Сербії. Фотій розіслав грамоти з лайкою на литовських християн і закликом не визнавати Григорія канонічним митрополитом. На Констанцькому соборі 1418 року Григорій Цамблак відмовився перевести Литовську митрополію в підпорядкування римському престолу. На підставі повідомлення російського літописця про смерть Григорія 1420 року та інформації про поїздки Фотія в Литву на переговори з Вітовтом, в історіографії утвердилася думка про визнання литовськими єпархіями від 1420 року церковної влади митрополита Фотія. Але є версія, що Григорій близько 1431—1432 року переселився в Молдо-Влахію, де близько 20-ти років пропрацював на книжковому терені, прийнявши в Нямецькому монастирі схиму з ім'ям Гавриїл. В кінці 1432 або початку 1433 року патріарх Йосиф II звів у сан митрополита Київського і всієї Русі смоленського єпископа Герасима. 26 травня 1434 року Герасим хіротонізував Євфимія II (Вяжицького) в єпископа Новгородського. В Москві не побажали визнати Герасима, його звинуватили в союзі з католиками. За цією підозрою князь Свидригайло в ході громадянської війни між прихильниками «старої віри» і прихильниками польсько-католицької гегемонії 1435 року наказав спалити Герасима у Вітебську (внаслідок цього злочину Свидригайло зазнав поразки від пропольської партії).
1436 року патріарх Йосиф II звів у сан митрополита Київського і всієї Русі найосвіченішого представника константинопольського духовенства Ісидора. Завдяки авторитету митрополита Ісидора союз православних і католиків проти коаліції Османської імперії і Орди 5 липня 1439 року було оформлено на Ферраро-Флорентійському вселенському соборі, де було визнано канонічність і католицької, і православної церковних організацій вірян. Папа Євгеній IV призначив Ісидора легатом католицьких провінцій Польщі, Литви та Лівонії, а 18 грудня 1439 року до православного титулу Ісидора додано рівний митрополичому титул кардинала Римської Церкви. Повертаючись із Флоренції, Ісидор на початку 1440 року направив з Буди окружне послання, в якому повідомив про визнання римською церквою канонічності православних і закликав християн різних конфесій до мирного співіснування, що допомогло литвинам поставити на посаду великого князя Литовського 13-річного Казимира (сина Софії Андріївни, колишньої православної, четвертої дружини Ягайла- Владислава), який побудував потім у Литві кілька православних церков Івана Предтечі. В 1440 — початку 1441 року Ісидор об'їжджав єпархії великого князівства Литовського (був у Перемишлі, Львові, Галичі, Холмі, Вільнюсі, Києві та інших містах). У березні 1441 року митрополит Ісидор приїхав до Москви, але йому не вдалося залучити москвичів до антимусульманского союзу. Меншість руських єпископів (6 з 18) виступили проти свого митрополита. Неканонічні дії християн у Москві призвели до вилучення північно-східних єпархій Руської митрополії зі Вселенської Православної Церкви. 1448 року єпископи (Ростовський, Суздальський, Сарайський, Пермський і Коломенський?) поставили єпископа Рязанського Іону митрополитом Київським і всієї Русі. Поставлення Іони вважається початком фактичної самостійності (автокефалії) північно-східних руських єпархій. Наступники Іони (від 1461) замінили титул «митрополит київський» на «митрополит московський».

### Період 1441—1596

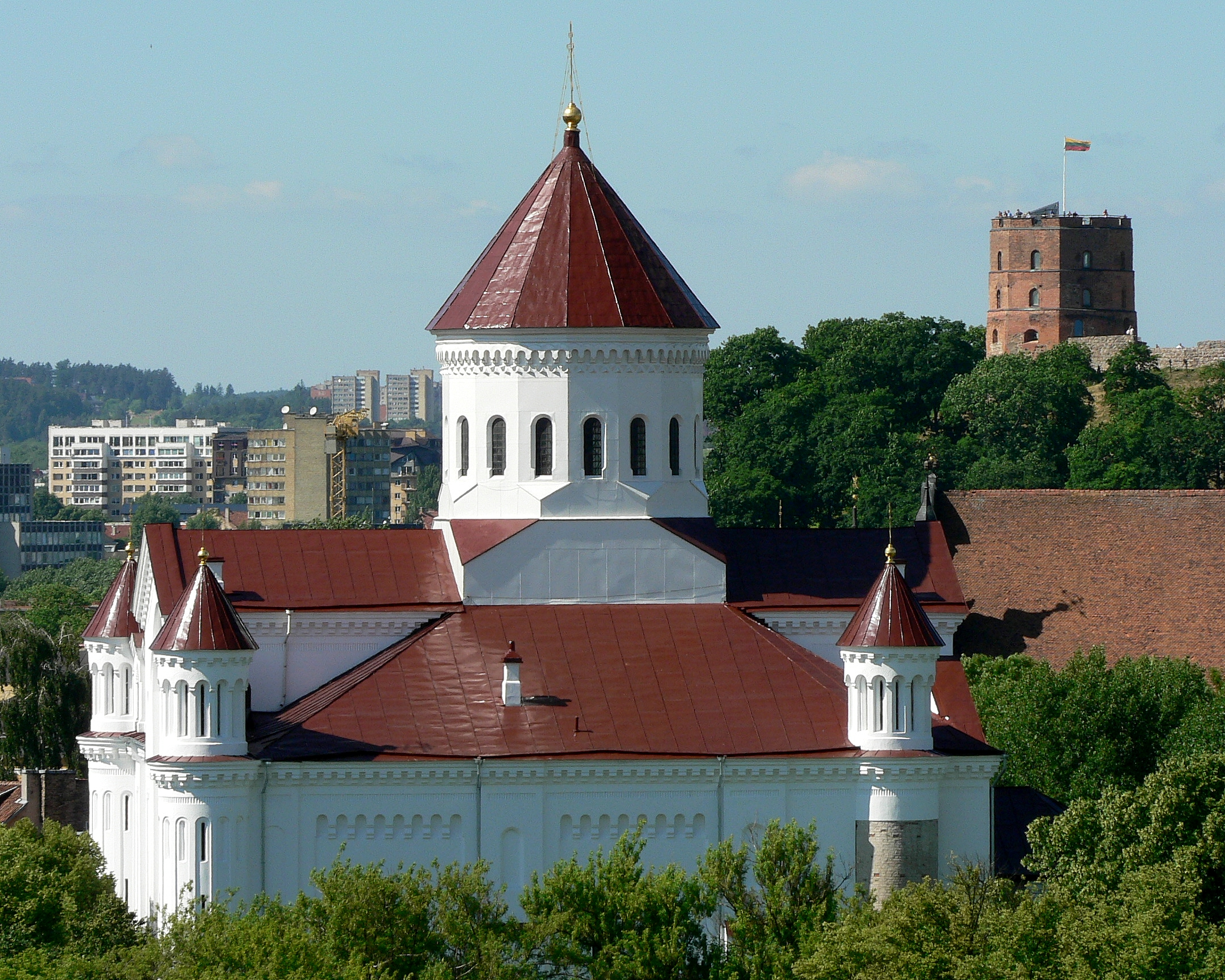
Собор Успіння Богородиці у Вільні, заснований за великого князя Ольгерда 1346 року. Катедральний собор митрополитів Київських і всієї Русі в XV—XVI століттях. Будівль реконструйовано в середині XIX століття.

У 1442—1452 роках митрополит Ісидор був у Флоренції, Сієні, Києві, Римі, Константинополі, знову в Римі, звідки 20 травня 1452 року відбув із загоном римських солдатів до Константинополя. 1453 року він брав участь в обороні Константинополя, був узятий турками в полон, проданий в рабство, втік і 1458 року, ставши титулярним латинським патріархом Константинополя, поставив митрополитом Київським, Галицьким і всієї Русі свого колишнього протодиякона Григорія (Болгарина). Ісидор керував православними єпархіями Константинопольської патріархії не із захопленого турками Константинополя, а з Риму, де й помер 27 квітня 1463 року. Григорія Болгарина не було допущено до керування підвладними Москві епископіями і протягом 15 років він керував лише єпархіями Литви. 1470 року статус Григорія підтвердив вселенський патріарх Константинополя Діонісій I. Того ж року новгородці вирішили відправити кандидата на місце померлого архієпископа Іони Феофіла на поставлення в сан не до московського митрополита, а до київського, що стало однією з причин першого походу Івана III на Новгород (1471).
Пропоноване на соборі у Флоренції об'єднання християн для боротьби з ісламською агресією виявилося неефективним (католики не врятували Константинополя від захоплення османами). Після падіння столиці Візантійської імперії і заміни влади Константинопольського християнського імператора владою мусульманського султана в митрополії Константинопольського патріархату значно зросло значення світських правителів, влада яких стала сильнішою від влади духовних владик. 15 вересня 1475 року на освяченому Соборі в Константинополі митрополитом Київським і всієї Русі обрано і висвячено ченця Афонського монастиря Спиридона. Однак король Польщі і великий князь Литовський Казимир IV, очевидно, на прохання свого сина Казимира, не дозволив новому ієрарху руської церкви керувати своїми єпархіями і заслав Спиридона в Пуню, а на митрополичому престолі затвердив архієпископа смоленського з роду руських князів Пстручів — Мисаїла, який 12 березня 1476 року підписав листа папі Сиксту IV (на лист папа відповів буллою, в якій визнав східний обряд рівноправним латинському). Перебуваючи в засланні, Спиридон продовжував спілкування зі своєю паствою (збереглися написані ним в Литві «Виклад про православну істинну нашу віру» та «Слово на Зішестя Св. Духа»). Поставлення Спиридона митрополитом всієї Русі викликало занепокоєння московських правителів, які обізвали митрополита Сатаною. В «затвердженій» грамоті єпископа Вассіана, що отримав 1477 року від Московського митрополита Тверську кафедру, спеціально обумовлюється:
|  | А к митрополиту Спиридону, нарицаемому Сатане, взыскавшаго во Цариграде поставлениа, во области безбожных турков, от поганаго царя, или кто будет иный митрополит поставлен от латыни или от Турскаго области, не приступити мне к нему, ни приобщениа, ни соединенна ми с ним не имети никакова. |

З Литви Спиридон перебрався на територію Новгородської республіки (1478 року підкореної Іваном III) або Тверського князівства, яке 1485 року захопив Іван III. Заарештованого митрополит Київський, Галицький і всієї Русі було заслано до Ферапонтового монастиря, де він зумів чинити значний вплив на розвиток нестяжательського чернечого руху в північних землях Московської митрополії, керував розвитком Білозерської іконописної школи, 1503 року написав Житіє Соловецьких чудотворців Зосими і Саватія. В останні роки свого життя Спиридон, виконуючи замовлення Василія III, склав легендарне «Послання про Мономахів вінець», у якому описав походження московських князів від римського імператора Августа.
Після від'їзду Серапіона з Литви православні єпископи Київської митрополії вибрали собі митрополитом архієпископа Полоцького Симеона. Король Казимир IV дозволив йому отримати затвердження в Константинополі. Константинопольський Патріарх Максим затвердив Симеона і прислав йому «Благословенного листа», в якому звертався не тільки до нього, але й до всіх єпископів, священиків і вірян Святої Церкви. Патріарше послання привезли два екзархи: митрополит Енейський Ніфонт та єпископ Іпанейський Феодорит, які 1481 року інтронізували нового митрополита разом з єпископами митрополії Київської, Галицької і всієї Русі в Новгородку Литовському. Обрання Симеона припинило непорозуміння, пов'язані з арештом Спиридона і діяльністю неканонічно нареченого митрополита Мисаїла. Після затвердження Симеона кримський хан Менґлі I Ґерай 1482 року взяв і випалив Київ і Печерський монастир, пограбував Софійський собор. Митрополит Симеон поставив архімандритом Віленського Троїцького монастиря Макарія (майбутнього митрополита Київського) і висвятив архімандрита Вассіана в сан єпископа Владимирського і Берестейського. За митрополита Симеона почалася Прикордонна війна між Великим князівством Московським і Великим князівством Литовським.
Після смерті митрополита Симеона (1488 рік) православні обрали на престол Київської митрополії «мужа святаго, сугубо наказаннаго в писаніях, могущаго и иных пользовать и противящимся закону нашему сильнаго возбранителя» архієпископа Полоцького Іону (Глезну). Обраний довго не погоджувався, називав себе негідним, але був «умолен просьбами князей, всего духовенства и людства, и подвигнут повеленіем господаря». До отримання патріаршого затвердження (1492) Іона керував Київською митрополією з титулом «електа» (названого митрополита). При митрополиті Іоні (помер у жовтні 1494 року) укладено «Вічний мир» з Москвою і договір про шлюб великого князя Олександра з Оленою Іванівною.
1495 року Собор архієреїв обрав архімандрита Віленського Троїцького монастиря Макарія та постановив у терміновому порядку, соборними силами місцевого єпископату, спочатку висвятити Макарія в єпископа і в митрополита, і потім вже послати post factum посольство до патріарха по благословення. «Зібралися тоді єпископи Владимирський Вассіан, Полоцький Лука, Турівський Вассіан, Луцький Іона і постановили архімандрита Макарія, на прізвисько Черта, митрополитом Києва і всієї Русі. А до патріарха по благословення послали старця Діонісія і Германа диякона-ченця». Незабаром посольство повернулося з позитивною відповіддю, але посланець патріарха зробив догану за порушення нормального порядку. Послу пояснили причини квапливості, і він їх визнав переконливими. Митрополит Макарій жив у Вільні, схиляв литовського великого князя Олександра до православних, а 1497 року поїхав у Київ, щоб зайнятися відновленням зруйнованого Софійського собору. По дорозі до Киїє, а коли митрополит проводив Божественну літургію в храмі на березі Прип'яті, на храм напали татари. Святитель закликав присутніх рятуватися, а сам залишився біля вівтаря, де і прийняв мученицьку смерть. Сучасники гаряче оплакували смерть Макарія. Його тіло привезли до Києва і поклали в храмі Святої Софії. Після захоплення московськими військами в союзі з касимівськими і казанськими татарами вяземських і частини верховських земель Київської митрополії Іван III став претензійно іменуватися Великим князем Московським і всієї Русі.
В кінці XV століття в Київській митрополії засновано Дерманський і Супрасльський монастирі. 1500 року Іван III розпочав другу війну з ВКЛ, внаслідок якої московські війська зайняли близько третини земель Київської митрополії. Брянську та Чернігівську єпископії було ліквідовано, а їхні єпархії підпорядковано ієрархам Московської митрополії. В підпорядкування московському митрополиту було переведено і християн Торопецького повіту. Жителі Смоленська, натхненні смоленським єпископом Йосифом (Солтаном), витримали облогу московськими військами і 1507 року православні литвини обрали Йосипа митрополитом Київським і всієї Русі. 1509 року Йосип провів у Вільні собор православних християн Київської митрополії та 20 вересня 1509 року підписав грамоту, якою дозволялося проводити православні богослужіння у польських і німецьких землях на рухомому антиміні, отриманому від патріарха представниками віленського братства парафіян Пречистенського собору. 1510 року Василь III захопив Псков. 1511 року митрополит Йосип отримав від короля Сигізмунда I підтвердження своєї влади над усіма церквами грецького закону в Литві і Польщі. 1514 року московські війська захопили Смоленськ і рушили вглиб Литви, але 8 вересня московське військо було розгромлене біля Орші військом під командуванням Костянтина Івановича Острозького. На честь оршанської перемоги у Вільні було збудовано тріумфальну арку, яку народ назвав Острозькою брамою (пізніше звана Острою брамою), відому як місцеперебування Остробрамської ікони Божої Матері. На гроші Костянтина Івановича Острозького у Вільні перебудовано катедральний Пречистенський собор, Троїцька і Микільська церкви. 1517 року полочанин Франциск Скорина почав друкування церковно-православних книг у Празі, а 1520 року заснував друкарню у Вільно.
Після завоювання турками Чорногорії (1499) Київська митрополія майже століття залишалася єдиною митрополією Православної Церкви Константинопольського патріархату, вільною від не християнських правителів. Але митрополитами Київськими, Галицькими і всієї Русі в XVI столітті ставали шляхтичі, сімейні, багаті люди, які більше піклуються не про християнську просвіту пастви, а про економічний стан своїх володінь, що суперечило 82 правилу Карфагенського собору, яке забороняє єпископу «більше ніж належить вправлятися у власній справі і складати піклування і старанність про свій престол». Визначальну роль в обранні кандидатів на митрополичу кафедру в Литві отримали не християнські цінності. Вже в XV столітті частина представників литовської аристократії, орієнтуючись на королів католиків, переходила з православної Церкви до католицької, але цей перехід, через вплив гуситського руху на литвинів, не був масовим. Стосунки православних з католиками загострилися в ході громадянської війни. В середині XVI століття багато аристократів захопилися ідеологією Лютера і Кальвіна і переходили в протестантство, але, після успіхів контрреформації, пристали до католицької Церкви. Розколом литвинської спільноти на кілька конфесійних груп скористався Іван Грозний, війська якого в ході Лівонської війни 1563 року захопили Полоцьк. Війська Івана грозного вивезли в Московську державу кілька десятків тисяч православних литвинів. Загроза державній незалежності змусила литвинів до пошуків конфесійної і політичної згоди. Було оголошено про рівність прав православних, протестантів і католиків. Поляки скористалися ситуацією і захопили литовські землі сучасної України та східної Польщі. 1569 року литвини змушені були підписати Люблінський акт, за яким засновувалась конфедерація Корони Польської і Великого Князівства Литовського (річ Посполита). У новому державному формуванні загострилася ідеологічна боротьба між представниками різних конфесійних груп. Просвітницька і полемічна діяльність православних активізувалася у Львові, Вільні, Острозі. Активну участь у цій діяльності брали багато литовських представників духовенства та мирян (Костянтин Острозький, брати Зарецькі, Іван Вишенський, Герасим Смотрицький, друкарі Іван Федоров і Петро Мстиславець, книговидавці Мамоничі, члени православних братств та ін.).
До кінця XVI століття перед Православною церквою в Речі Посполитій постала необхідність реформи освіти. Необхідність у зміні освітньої парадигми виникла в середовищі православної інтелектуальної еліти насамперед внаслідок того, що традиційний для Slavia Orthodoxa начотницький тип освіченості виявився нездатним повною мірою протистояти в XVI столітті натиску спочатку Реформації, а потім і католицької Контрреформації. Духовенство було нездатне відстоювати в полеміці свої переконання, задовольняти зрослі потреби пастви.

### Після Брестської унії 1596—1686
1596 році на соборі в Бересті п'ять єпископів і митрополит Михайло Рогоза оголосили про перехід з юрисдикції Константинопольського патріархату в підпорядкування Римському престолу. Єпископи Гедеон (Балабан) і Михаїл Копистенський на засіданні Собору противників унії відкинули рішення уніатів, зберігши православну церковну організацію (без митрополита) в Речі Посполитій. Після укладення Берестейської унії почалася боротьба з уніатами за церкви і монастирі. 1620 року Єрусалимський патріарх Феофан III відновив православну ієрархію на частину литовської митрополії, висвятивши в Києві Йова Борецького на митрополита Київського і всієї Русі з титулом «Екзарх Константинопольського трону». В складі Київської митрополії 1632 року засновано Оршанська, Мстиславська і Могильолвська єпископія, що розташовувалася на території Великого князівства Литовського. Від травня 1686 року, коли Константинопольський патріарх Діонісій IV дав згоду на підпорядкування Київської митрополії Московському патріархату, церковна організація православної церкви Константинопольського патріархату на території центральної Європи припинила існування.
1923 року в Польщі (зокрема на частині території колишньої Литовської митрополії) було відновлено юрисдикцію Константинопольського патріархату, а 17 вересня 1925 року у Варшаві оголошено Патріарший Томос про автокефалію Православної Церкви в Польщі.

## Список ієрархів
Титули митрополитів Русі змінювалися на «митрополит Литви», «митрополит Литви й Малої Русі», «митрополит Київський і всія Русі», «митрополит Київський, Галицький і всія Русі».
- Феофіл — митрополит Литви (до серпня 1317—після квітня 1329);
- Теодорит — титул невідомий (1352—1354);
- Роман — митрополит Литви (1355—1362);
- Кипріан — митрополит Литви й Малої Русі (1375—1378);

Митрополити Київські і всієї Русі

- Кипріан (1378—1406);
- Григорій (1415—після 1420);
- Герасим (1433—1435);
- Ісидор (1436—1458).

Митрополити Київські, Галицькі і всієї Русі

- Григорій (Болгарин) (1458—1473);
- Спиридон (1475—1481);
- Симеон (1481—1488);
- Іона I (Глезна) (1492—1494);
- Макарій I (1495—1497);
- Йосиф I (Болгаринович) (1497—1501);
- Йона II (1503—1507);
- Йосиф II (Солтан) (1507—1521);
- Йосиф III (1522—1534);
- Макарій II (1534—1556);
- Сильвестр (Белькевич) (1556—1567);
- Іона III (Протасевич) (1568—1576);
- Ілія (Куча) (1577—1579);
- Онисифір (Дівочка) (1579—1589);
- Михайло (Рогоза) (1589—1596); прийняв Берестейську унію.

Від 1596 до 1620 року православні Речі Посполитої, які не прийняли Берестейської унії, залишалися без митрополита.
- Йов (Борецький) (1620—1631);
- Петро (Могила) (1632—1647);
- Сильвестр (Косів) (1648—1657);
- Діонісій (Балабан) (1658—1663);
- Йосип (Тукальський-Нелюбович) (1663—1675);
- Гедеон (Четвертинський) (1685—1686).